# Miszláv horvát fejedelem
Miszláv, vagy Mojszláv (horvátul: Mislav, Mojslav, latinul: Mislavus, Muisclavus) a Tengermelléki Horvátország fejedelme volt 835-től haláláig, körülbelül 845-ig. I. Trpimir oklevelében „Mislavus”, de néhány átiratban „Oyislavus”, János diakónus „Chronicum Venetum” című művében pedig „Muisclavus” alakban szerepel.
Miszláv valamikor Vladiszláv után került hatalomra Dalmát Horvátország fejedelmeként.  Miszláv uralmáról nagyon keveset tudunk. Az első horvát uralkodó volt, aki összetűzésbe került a Velencei Köztársasággal. A háború okait és lefolyását nem tudni biztosan, de azt tudni lehet, hogy 839-ben Pietro Tradonico velencei dózse és haditengerészete a horvát tengerpart megszállására indult. A tengerparti Sveti Martin váránál azonban a horvát csapatokkal megütközve a dózse meggondolta magát, és kibékült Miszlávval akivel 839-ben szerződést írt alá. Ezután a dózse délre ment, hogy megtámadja a neretvánokat, de ott is kibékült Družak neretvai nagyzsupánnal. Erről számol be János diakónus 1018 után kiadott „Chronicon Venetum” című művében, ahol Miszlávnak „princeps” és Družaknak pedig „iudex” címet ad. A következő évben (840) a neretvánok Deodatus nagyzsupán vezetésével egy tengeri csatában teljesen legyőzték a velenceieket, így Pietro dózsénak, mint nagy vesztesnek, vissza kellett térnie Velencébe.
Miszláv fejedelem ellentétben elődjével jó kapcsolatokat ápolt a szomszédos bizánci uralom alatt álló Dalmácia tengerparti városaival, ami a horvát tengeri hatalom növekedéséhez vezetett, mivel Miszláv a neretvánok és a velenceiek mintájára új hajókat építtetett.
A közép-dalmáciai Klisszából uralkodott, székhelyévé pedig Klissza várát tette meg. Miszláv hitbuzgó uralkodó volt. Putaljon (a Kozjak-hegy lejtőin) megépítette a Szent György-templomot, melynek földet és jobbágyokat adományozott. (A mai Kaštel Sućurac nevét a Sv. Jure (Szent György) faluról kapta, amit a templomról neveztek el.) Spalato városának szomszédjaként, ahol akkoriban Justinus volt az érsek, Miszláv elhatározta, hogy a spalatoi érsekség megkapja a szomszédos Klisszában lévő birtoka termésének és állatainak tizedét. Ez volt az első ajándék, amit a spalatoi egyház egy horvát uralkodótól kapott horvát földön, de egyben bölcs politikai lépés is, mert a spalatoi templom akkor bizánci területen és konstantinápolyi pátriárka fennhatósága alatt állt. Ezzel kezdetét vette a dalmát városokkal való jó kapcsolatok kialakítása.
A szárazföldi és tengeri katonai erő még jobb megszervezésével Miszláv egyre inkább megerősítette a horvát fejedelemséget. Mindig nagyszámú gyalogos és lovas katona állt rendelkezésére, akik íjat és nyilat, kardot, lándzsát és egyéb fegyvereket használtak. Rendelkezésére állt jó néhány hajó is megfelelő legénységgel. 840-től a neretvánoknak és a horvátoknak Bizánccal és a velenceiekkel együtt egy közös veszély ellen kellett megküzdeniük, a Kotori-öblöt, Raguzát és az Adria más részeit ostromló arab kalózokkal.  Úgy tűnik, ekkor történt a tengermelléki horvátok frank uralom alóli felszabadulása is. VII. Kónsztantinosz bizánci császár De administrando imperio című művének XXX. fejezetésen említi e horvátok hétéves harcát a frankok ellen és a horvátok végső győzelmét.
A Zára melletti Biljani Donjiban található Begovača lelőhelyen talált leletek közelmúltbeli vizsgálata szerint Miszláv neve szerepel az oltárkerítés dedikációs feliratán. A rekonstruált felirat latinról lefordítva így szól: „Isten kegyelméből és ... ... Miszláv fejedelem idejében ... ... feleségével ... ... lelke üdvösségére helyreállította ezt a templomot.”
Miszlav utóda 845 körüli halála után I. Trpimir lett. Nem ismert, hogy Trpimir rokonságban állt-e vele.